# Coma (canção de Guns N' Roses)
"Coma" é uma canção da banda norte-americana de hard rock Guns N' Roses. É a faixa que encerra o álbum Use Your Illusion I, e foi composta por Axl Rose e pelo guitarrista da banda, Slash. Com 10 minutos e  13 segundos de duração, essa é a mais longa canção lançado pela banda.

## Composição
Slash afirma que ele escreveu parte da letra desta canção em uma casa que ele e Izzy alugaram em Hollywood Hills, logo após a Appetite for Destruction Tour. Em uma entrevista, Axl fala sobre também ter escrito "Coma":
"Eu tentava escrever essa música a um ano, e não conseguia. Fui para o estúdio tentar escrever-lá e eu "desmaiei". Acordei duas horas mais tarde e me sentei para escrever o final completo para a canção, como se fora de minha cabeça. Era como se eu não soubesse o que estava havendo, mas continuei a escrever. Acho que uma das melhores coisas que eu escrevi foi segmento final da canção "Coma". Ela apenas veio."
No final da canção, a frase "'An "it's so easy" to be social / "It's so easy" to be cool / Yeah it's easy to be hungry / When you ain't got shit to lose" é considerado uma reflexão sobre o Guns N' Roses entre 1985 e 1989, principalmente pelo uso de drogas. Se foi ou não realmente escrito sobre uma overdose de membros não foi provado, embora muitos fãs afirmam com clareza que Slash escreveu sobre a sua. O uso repetido da frase "it's so easy" é também uma referência à uma canção da banda de mesmo nome.
De acordo com Duff McKagan, inicialmente o título original para a canção era "Girth", que foi inspirado por West Arkeen.

## Reprodução
Esta canção antigamente não era muito tocada ao vivo, foi tocada ao vivo por apenas cinco vezes, sendo uma no Richfield Coliseum no dia 06 de junho de 1991, outra no Tokyo Dome, no dia 19 de fevereiro de 1992, outra no Rosemont Horizon no dia 09 de abril de 1992, outra, logo citada abaixo, no Omaha Civic Auditorium no dia 10 de abril de 1993, na turnê "Not In This Lifetime" ela passou a ser uma música fixa do setlist e desde do o dia 8 de abril de 2016 até hoje ela é tocada em todo show. Uma rara versão ao vivo foi destaque em cópias japoneses e vinil do álbum ao vivo Live Era '87-'93 que foi lançado em 1999. A música com duração de 10 minutos e 48 segundos foi retirada de um concerto que aconteceu nos Estados Unidos na cidade de Omaha no estado de Nebrasca em 10 de abril de 1993 durante a Use Your Illusion Tour.

## Créditos
Guns N' Roses
- Axl Rose - vocais, produção
- Slash - guitarra solo, produção
- Izzy Stradlin - guitarra rítmica
- Duff McKagan - baixo, produção
- Matt Sorum - bateria, produção

Músicos adicionais
- Johann Langlie, Bruce Foster - efeitos sonoros